# 中央アメリカ大共和国

中央アメリカ大共和国
La República de América Central (スペイン語)

中央アメリカ大共和国の領土

中央アメリカ大共和国（ちゅうおうアメリカだいきょうわこく、スペイン語: La República de América Central, 英語: Greater Republic of Central America）は、1896年から1898年まで続いた、ホンジュラス、ニカラグア、エルサルバドルによる短命の連合である。1839年まで存在した中央アメリカ連邦共和国を再興する試みであった。
3か国は、1895年6月20日にアマパラ条約を結び、連合の設立に合意した。1896年9月15日、全ての国が条約を批准すると、連合が公式に承認された。1898年11月1日に憲法が施行されると、共和国は、「中央アメリカ合衆国（United States of Central America）」と改名された。首都はホンジュラスのアマパラに置かれた。11月21日にエルサルバドルでトマス・レガラードが政権を掌握すると、連合は解消された。
解消の前、共和国はアメリカ合衆国との間で国交を樹立した。グアテマラとコスタリカもこの連合への加入を考えていたが、最終的には実現しなかった。